# Teatro Piccinni

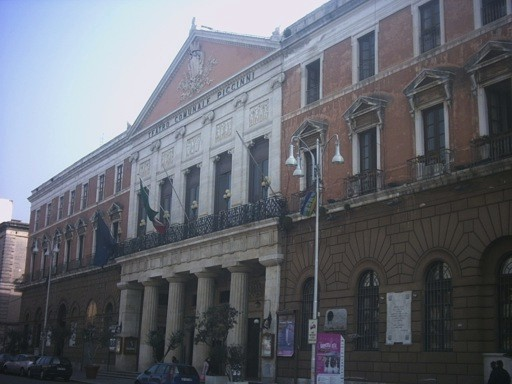
Façade du Teatro Piccinni

Le Teatro Piccinni est le plus ancien théâtre de Bari.

## Histoire
En raison de l'incendie qui a détruit en 1991 le théâtre Petruzzelli, il est devenu la salle la plus importante en capacité et en tradition. Par ses dimensions, c'est également le quatrième théâtre à l'italienne des Pouilles, après le Petruzzelli, le Politeama de Lecce et le Théâtre Verdi de San Severo. Le théâtre a été terminé en 1854 et inauguré le 30 mai avec une production du Poliuto de Gaetano Donizetti. En 1855, il lui a été donné le nom du compositeur Niccolò Piccinni.